# Parc de Capçalera

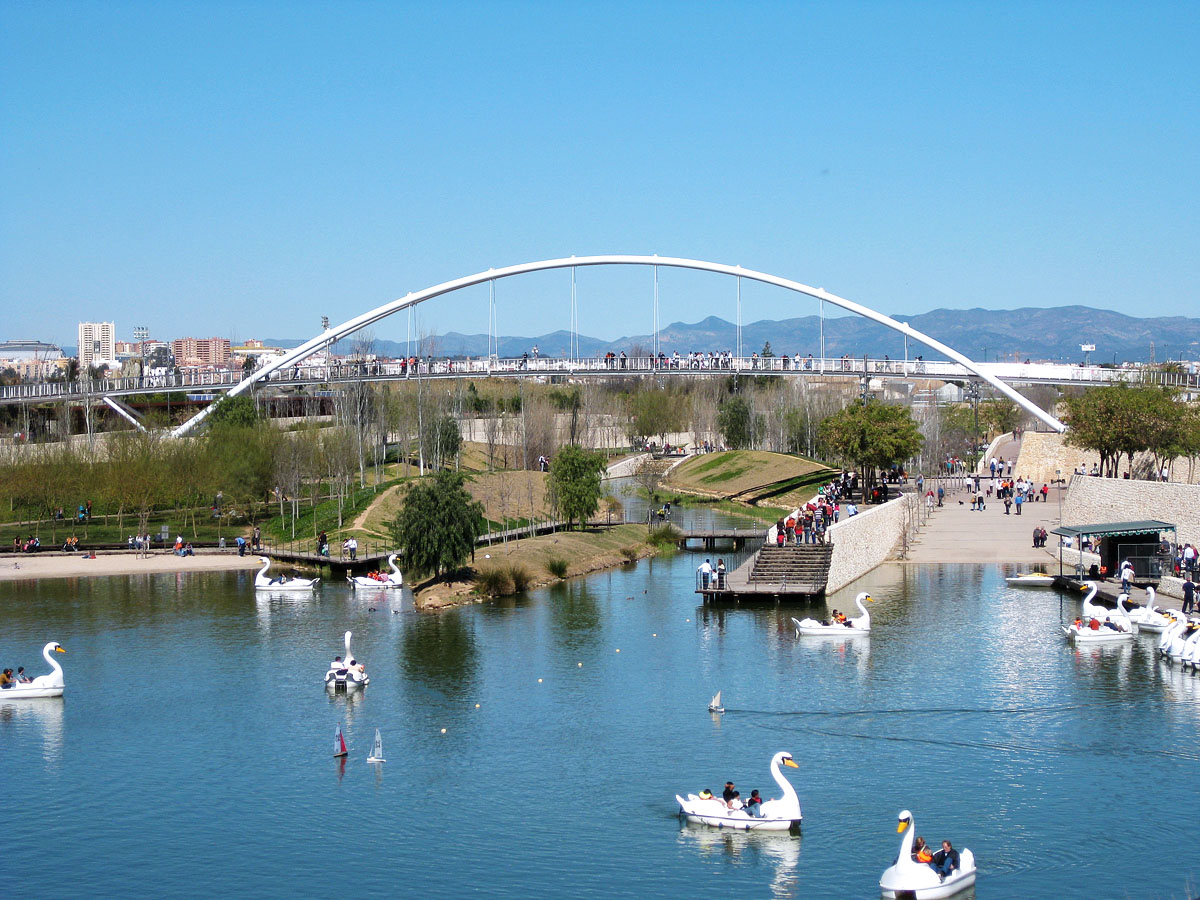
Vista del parc des de tossal-mirador, on s'observa el pont del Bioparc i el llac

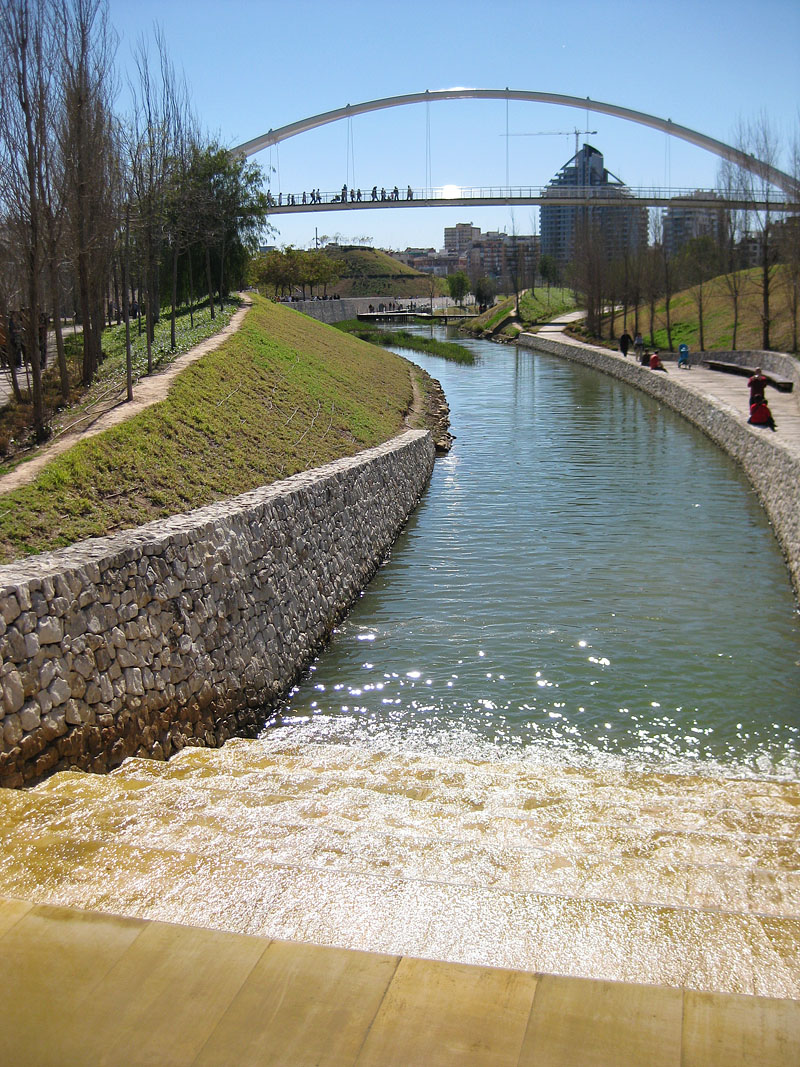
El riu Túria al seu pas per l'assut

El Parc de Capçalera o Parc de la Capçalera és un parc municipal de la ciutat de València, situat a l'extrem occidental del municipi, als barris de Sant Pau i de Campanar. A l'oest fita amb Mislata, i al sud amb el barri de Soternes; A tot l'est, confronta amb la barrera arquitectònica de l'avinguda de Pío Baroja. Ocupa la part de l'antiga llera del riu Túria entre el seu desviament cap al nou llit de Túria, que corre al sud de València, i l'inici del Jardí de Túria, al pont del Nou d'Octubre: el capçalera del riu dins del municipi. El parc, acabat el 2008, és un dels més grans de la ciutat.
Dins del conjunt, a l'extrem occidental, hi ha el Bioparc o zoo de València, que de fet no té cap entrada pública des del parc, sinó des d'un pont que el sobrepassa i el connecta amb la suara dita avinguda. El pont és una passarel·la que no admet vehicles, i té la peculiaritat de dividir-se en dos quan arriba al Bioparc.
El parc es compon d'un llac artificial, anomenat el llac dels cignes, format per les aigües del Túria, i el canal que l'abasteix, on es pot observar aus aquàtiques i peixos. És el darrer punt en què hom pot observar aigua corrent a la llera antiga del Túria, que brolla del Molí del Sol i cau des d'un assut. Al voltant d'aquest cos d'aigua, que disposa de serveis d'esbarjo com barquetes en forma de cigne, l'embarcador i un bar, hi ha uns terrenys d'orografia variable i una sèrie de sendes concèntriques. Dominant el parc hi ha el tossal, tot just al sud del llac i a prop de l'entrada meridional. Junt amb el tossal, i sobremirant el llac, hi ha un escenari petit i grades des d'on observar els músics i ballarins que ocasionalment hi actuen de franc. Altres facilitats són dues àrees de jocs per a nens i el Molí del Sol, que serà el nou museu del Túria, una prolongació del Museu d'Història de València.
En general, el parc conforma una conca, amb el llac enmig com a punt més baix. El conjunt és apreciablement més baix que el Jardí de Túria i l'avinguda, i tanmateix ofereix una de les poques vistes ininterrompudes de la serra Calderona des de la ciutat, a través de la muntanya-mirador, situada a 15 metres d'altitud respecte del carrer.
Pel que fa a la flora, es compon de boscos de ribera, pinedes mediterrànies i arbres exòtics. Segons l'ajuntament, hi ha més de 4.145 arbres, 30.900 arbustos, 72.700 entapissants i 156.300 metres quadrats de praderia.

## Senders del parc
Existeixen tres rutes dissenyades que recorren el parc:
- Senda de la Ribera. Distància: 1.375 metres Temps aproximat: 20 minuts
- Passeig del Molí del Sol. Distància: 1.758 metres Temps aproximat: 30 minuts
- La muntanya mirador. Distància: 782 metres Temps aproximat: 15 minuts